# (33870) 2000 JP32
2000 JP32 (asteroide 33870) é um asteroide da cintura principal. Possui uma excentricidade de 0.21538220 e uma inclinação de 14.52888º.
Este asteroide foi descoberto no dia 7 de maio de 2000 por LINEAR em Socorro.